# Isla Paradise

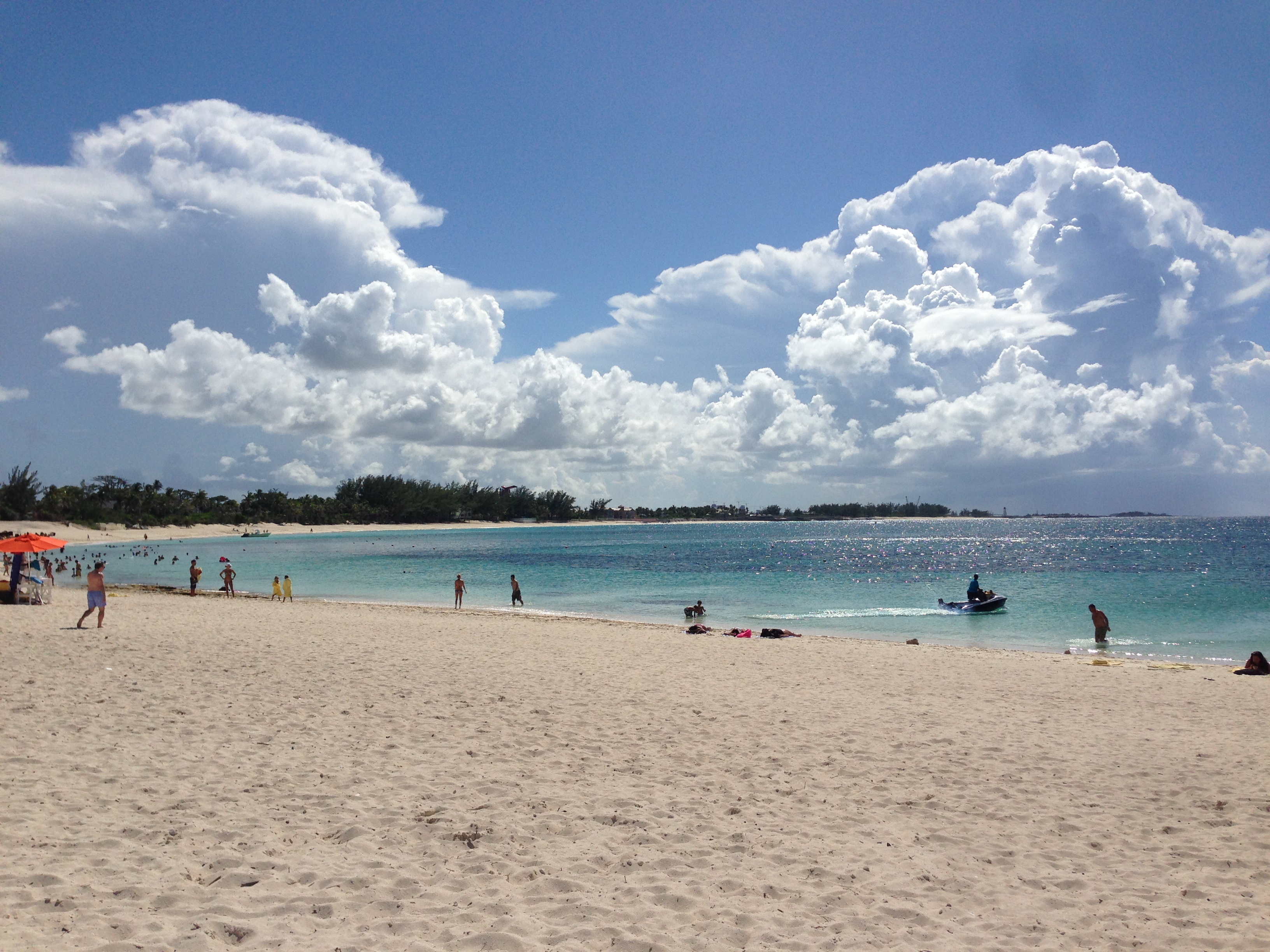
Playa Paraíso en Isla Paraíso

Isla Paraíso es una isla del archipiélago de las Bahamas, situada junto a la ciudad de Nasáu, que a su vez está localizada al norte de la isla de Nueva Providencia. Es muy conocida porque allí está el famoso complejo turístico Atlantis Resort. Está conectada con la isla de Nueva Providencia por medio de dos puentes que cruzan el puerto de Nasáu. El primero fue construido en 1966 y el segundo a finales de la década de 1990.
- Datos: Q3181503
- Multimedia: Paradise Island / Q3181503